# 김상우 (1968년)
김상우는 대한민국의 토목공학자이다.

## 학력 및 경력사항
- 중부대학교 일반대학원 토목공학과 공학박사
- 건양대학교 일반대학원 토목시스템공학과 지반공학 석사
- 토목분야 특급기술자
- (비영리 재단법인)한국건설안전기술원 토목국 국장
- (前)(주)메가안전기술단 지반부 부장
- (前)(주)주춧돌엔지니어링 지반팀 차장
- (前)(주)한국구조안전기술 차장
- 내무부장관상(제4263호)
- 한국국토정보공사 사장상(09.12.31)
- 서울교통공사 토목자문단 자문위원(2022.07.01.~2024.06.30)
- 부산항만공사 기술자문위원회 제6기 위원(2022.04.01.~2024.03.31)
- 성남도시개발공사 기술자문위원회 자문심의위원(2022.02.25.~2024.02.24)
- 양주시 재해영향평가심의위원회 위원(2021.10.01.~2023.09.3)
- 한국급경사지안전협회 급경사지현장지원단(2021.08.18.~2022.05.30)
- 문화재청 제1대 문화재수리기술위원회 전문위원(21.07.15.~24.07.14)
- 문화재청 제30대 문화재위원회 전문위원(21.05.01~23.04.30)
- 제4기 서울시설공단 기술자문위원회 위원(21.04.01~23.03.31)
- 경기도 의왕시 기술자문위원회 위원(21.04.01~23.03.31)
- 국토안전관리원 건설안전위원회 위원(20.07.01~24.06.30)
- 여주 파사성 기술지도위원(여주시 20.06~현재)
- 전주풍남문 정밀안전진단연구용역 기술자문위원(전주시 20.06~20.11)
- 서울특별시 상수도분야 안전관리점검단 위원(20.01.01~21.12.31)
- 홍주읍성 북문지 복원공사 기술지도위원(홍성군 19.10)
- 인천강화 초지진 기술지도위원(강화군 19.09)
- 이천 설봉산성 변형구간 정밀안전진단 연구용역 기술자문위원(이천시 19.08~20.01)
- 청송 평산신씨판사공파종택 붕괴에 따른 기술자문위원(문화재청 수리기술과 19.08~19.09)
- 서울특별시 시설안전자문단 자문위원(19.05.27~23.12.31)
- 대교천 현무암협곡급경사 위험지역정밀조사 및 안전진단모니터링 기술자문위원(포천시 19.05)
- 강화외성 진해루 복원공사 기술지도위원(강화군 19.03)
- 서울특별시 강서구 산사태취약지역 지정위원회 위원(19.02.28~23.03.04)
- 한국국토정보공사 시민참여혁신단 위원(18.11.29~21.12.31)
- 건설기술교육원 강사(18.09~)
- 서울특별시 강서구 규제개혁위원회 위원(18.08.12~22.08.11)
- 서울특별시 광진구 산사태취약지역 지정위원회 위원(18.03.16~20.03.15)
- 여주 계신리 마애여래입상 기술지도위원(여주시 17.11)
- 보문사마애석불좌상 기술지도위원(강화군 17.09)
- 북한산성 기술자문위원(경기문화재단 17.04~18.09)
- 비둘기낭 폭포 급경사 위험지역 정밀조사 및 모니터링 용역 기술자문위원(포천시 16.12.05~17.03.28)
- 문화재청 수리기술과 설계심사위원회 위원(16.11~19.10)
- 한국시설안전공단 안전관리계획서 검토(취약공종 굴착공) 합동검토회의 위원(16.11~20.11)
- 경주지진 관련 문화재(국보․보물〕안전점검 자문위원(16.10~16.11)
- 사라봉(동굴진지)지구 급경사지 붕괴위험지역 정비사업에 따른 등록문화재 영향검토 자문기술위원(16.06.23~16.08.05)
- 해빙기 성곽문화재 안전점검 한계산성 성곽 자문위원(16.04.20)
- 서울특별시 관악구 산사태취약지역 지정위원회 위원(13.12.23~17.12.22)
- 서울특별시 공원녹지국 자문위원(11.10.10~13.01.29)
- 한국국토정보공사 자문위원(11.05.01~현재)

## 논문 및 학회발표
- 논문(박사): 산성비에 의한 석조문화재의 손상 메커니즘과 예측기법 연구(A study on the deterioration mechanism and prediction techniques of stone monument by acid rain)
- 논문(석사): 콘크리트 슬래브 기초의 침하 안정대책연구(A Study on the Settlement Stability Countermeasure of Concrete Slab Foundation)
- 학회지 발표:
- 파쇄암반사면의 안정성검토(한국구조물진단유지관리공학회)
- 콘크리트 구조물 하부 지반의 안정성 분석 및 보강(한국구조물진단유지관리공학회)
- 붕괴된 보강토옹벽의 원인규명(한국구조물진단유지관리공학회)
- 법천사 지광국사 현묘탑비 구조안전진단(한국구조물진단유지관리공학회)
- 산성안개에 의한 석조문화재 구성암석의 손상 연구(한국광물학회)

## 연구용역
- 지하굴착공사 안전관리 편람(1995, 건설교통부)
- 건설공사 안전관리지침 제정 연구(1996, 건설교통부)
- 가스안전영향평가 심사지침(1996, 한국가스안전공사)
- 건설공사 안전관리 요령-토목공사(1997, 건설교통부)
- 건설공사 안전관리 계획서 작성지침 연구(1997, 건설교통부)
- 경부고속철도 소음 / 진동 피해진단 연구(1997, 한국고속철도 공단)
- 건설공사 안전점검 대가 산정기준연구(1998, 시설안전기술공단)
- 건설공사 안전점검 세부지침 연구(1998, 시설안전기술공단)
- LCC 개념을 도입한 시설안전관리체계 선진화 방안 연구(1999, 시설안전기술공단)
- 경복궁 근정전(국보 제223호) 구조안전도 검토 연구(2001, 문화재청)
- 봉정사 극락전(국보 제15호) 구조 안전성 검토 연구(2002, 문화재청)

## 안전진단
- 중원 미륵사지 석불입상 보호석실 구조 안전진단(1997, 충주시청)
- 익산 미륵사지 석탑 구조 안전진단(1997, 전라북도)
- 전남 순천 송광사 대웅전 정밀안전진단(2000, 완주군청)
- 경북 청도 운문댐 정밀안전진단(2000, 한국수자원공사)
- 남대문(숭례문) 정밀안전진단(2001, 중구청)
- 고아동 벽화고분 정밀안전진단(2002, 고령군청)
- 동대문(흥인지문) 정밀안전진단(2002, 종로구청)
- 조계사 대웅전 정밀안전진단(2003, 종로구청)
- 국가지정 중요문화재 안전점검-석굴암 석굴 외 14건(2004, 국립문화재연구소)
- 덕수궁 대한문 및 외곽담장 정밀안전진단(2005, 문화재청)
- 신륵사 다층전탑 정밀안전진단(2005, 여주군청)
- 경복궁 광화문 복원계획 구조검토(2006, 문화재청)
- 김포공항 국내선 청사 앞 지하철 5호선 입출구개선 정밀안전진단(2007, 한국공항공사)
- 법천사지광국사현묘탑비(2008, 원주시청)
- 광화문 복원에 따른 기초 및 지하철 영향성 검토(2008, 문화재청)
- 남태령(대체공원부지) 절개지 정밀안전진단(2009, 서울시청)
- 서울성곽 유구발굴구역 보존구간 성벽 구조안전성검토(2009, 서울시청)
- 서울성곽(회현지구) 멸실구간 성벽 하부지반 안전성검토(2009, 서울시청)
- 금남지하상가 붕괴사고 정밀안전진단(2010, 광주광역시청)
- 숭례문복원공사 관련 지반안정성검토 및 주변시설물에 대한 영향성검토(2011, 문화재청)
- 양화나루 잠두봉 유적 비탈면 정밀안전진단(2011, 마포구청)
- 단석산 신선사 마애불상군 암반사면 정밀안전진단(2011, 경주시청)
- 관악산 성주암 배면 절개지 정밀안전진단(2011, 관악구청)
- 영월읍 금강빌딩 옆 절개지 정밀안전진단(2011, 영월군청)
- 부천중앙도서관 배면 절개지 정밀안전진단(2011, 원미구청)
- 운북동 고염나무골 절개지 정밀안전진단(2012, 인천중구청)
- 포항명도학교 토목공사(절개지) 사고원인분석 연구용역(2012, 경북교육청) 외